# Ángel Sixto Rossi
Ángel Sixto Rossi, né le 11 août 1958 à Córdoba en Argentine, est un religieux argentin, archevêque de Córdoba depuis le 6 novembre 2021.
Le pape François annonce lors de l'Angélus du 9 juillet 2023 qu'il sera créé cardinal le 30 septembre suivant.

## Biographie
Ángel Sixto Rossi rejoint la Compagnie de Jésus (jésuites) en 1976, étudie la philosophie et la théologie et reçoit l'ordination sacerdotale le 12 décembre 1986. Le 9 mai 1994, il prononce ses vœux définitifs. Il obtient un doctorat à l'Université pontificale grégorienne à Rome.
Il fonde une maison d'invités et la Fondation "Manos Abiertas" (à mains ouvertes), dont il était aussi l'assistant spirituel. Il devient maître novice et supérieur du quartier général des jésuites à Córdoba. Il était le provincial de la province d'Argentine et d'Uruguay avant sa nomination comme archevêque. Il a publié beaucoup d'essais spirituels et pastoraux et dirigé des Exercices spirituels Ignatiens pendant de nombreuses années.
Le pape François le nomme archevêque de Córdoba le 6 novembre 2021.
Le pape François annonce en juillet 2023 son intention de le créer cardinal lors du consistoire du 30 septembre 2023. Il le devient lors du consistoire extraordinaire du 30 septembre 2023 et reçoit à cette occasion le titre de cardinal-prêtre de Santa Bernadette Soubirous. 